# Cantón de Málaga
El Cantón de Málaga fue un ente federal de efímera duración que se encuadra dentro de la Revolución Cantonal que tuvo lugar en 1873, durante la Primera República Española.

## Historia

### Proclamación del cantón
La Primera República Española fue proclamada por las Cortes el 11 de febrero de 1873. Sin embargo, en Málaga no se reconoció el nuevo sistema republicano hasta que el 12 de febrero un levantamiento popular republicano se echó a la calle y levantó barricadas. Sucesos similares ocurrieron en algunos pueblos de la provincia como Álora, Casarabonela y Antequera entre otros. Las autoridades locales aceptaron finalmente el nuevo sistema, pero en los meses siguientes continuaron sucediéndose altercados y enfrentamientos, llegando incluso a ser asesinado el alcalde republicano Moreno y Picó.

### Cerco y rendición del cantón

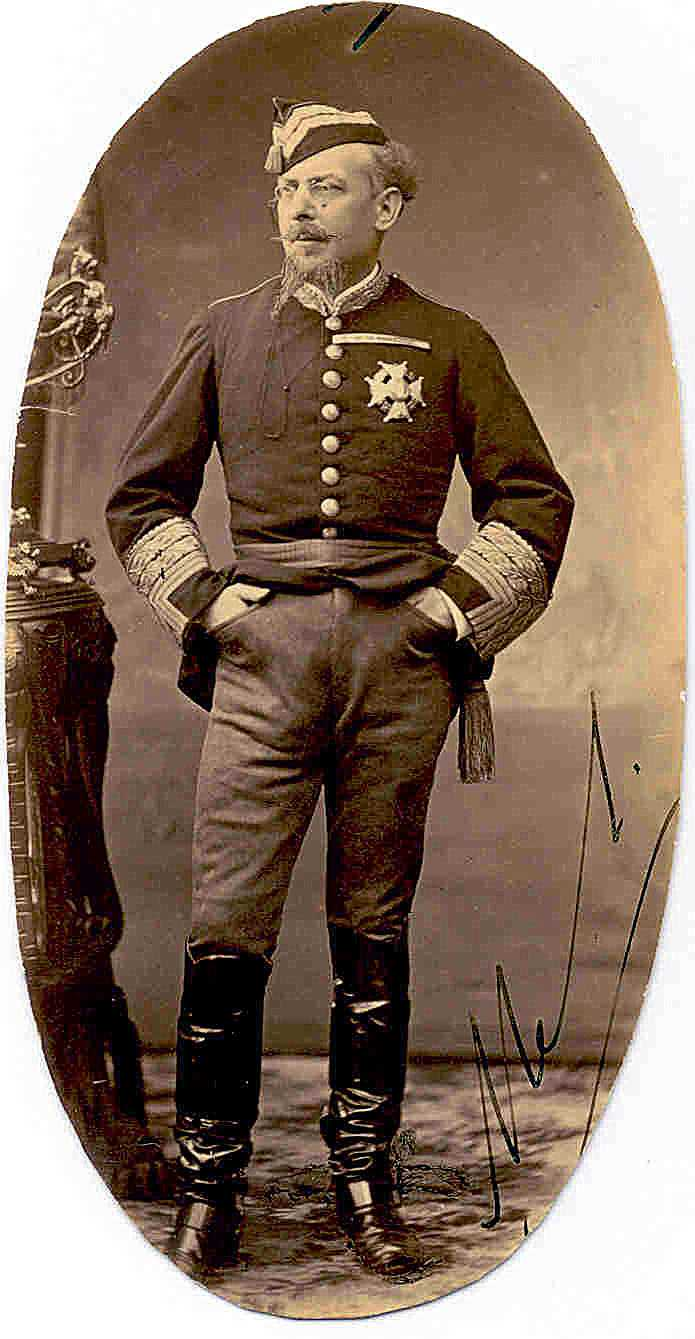
General Manuel Pavía.

El 8 de agosto, tras "pacificar" Cádiz y su provincia, el general Manuel Pavía se dirige a Córdoba para desde allí caer sobre los cantones de Granada y de Málaga. El 12 de agosto Pavía entraba a caballo en Granada donde no había encontrado resistencia. Inmediatamente ordenó el desarme de los insurrectos de la capital y de la provincia poniendo fin así al cantón de Granada. A continuación se puso en marcha hacia Málaga, desafiando las órdenes del gobierno de que no fuera allí -y así se lo había comunicado el gobierno al gobernador civil Solier quien a su vez había telegrafiado a Pavía y éste le había contestado: "V.S. será diputado de las Constituyentes [pero] para mí no es más que el gobernador civil de una provincia que está bajo mis órdenes"-.
Según el relato de Pavía, cuando recibió la orden de no atacar el cantón de Málaga presentó la dimisión "en nombre del honor y la honra del Ejército y la mía propia", pero el gobierno no le admitió la dimisión. Intentando salir del atolladero en que se encontraba, el presidente Salmerón destituyó al gobernador civil Solier y autorizó que una pequeña guarnición al mando de un delegado del gobierno, no de Pavía, fuese a Málaga. Pero disconforme de nuevo con la decisión del gobierno, Pavía volvió a presentar la dimisión -«yo no podía permitir que fuese guarnición alguna a Málaga, sin que yo la condujese y entrara en la ciudad a la cabeza de ella, ni permitiría que las fuerzas populares de la ciudad poseyesen armas», escribió Pavía tiempo después-. Mientras mantenía su nuevo desafío al gobierno acabó con la resistencia de Écija donde, según el propio Pavía, «hizo castigos ejemplares» que servirían de ejemplo a todos los cantonalistas de Andalucía que no se rindieran a su autoridad.
El 6 de septiembre Nicolás Salmerón dimitió de la presidencia del Poder Ejecutivo para no tener que firmar la sentencia de muerte de ocho soldados que en Barcelona se habían pasado al bando carlista, porque era absolutamente contrario a la pena de muerte -que las Cortes acababan de restablecer para determinados delitos militares-. En la decisión también pudo pesar la conducta del general Pavía de continuo desafío a su autoridad, que repitió ante el nuevo presidente del Poder Ejecutivo Emilio Castelar -presentó su dimisión dos veces más-. La solución al impasse que había provocado Pavía la resolvió finalmente el gobernador Sorlier cuando solicitó al gobierno, y este lo aceptó, abandonar Málaga con sus hombres, pero estos fueron detenidos y desarmados en Bobadilla por las fuerzas de Pavía, quien finalmente pudo entrar en Málaga, poniendo fin así al cantón de Málaga y a la campaña de Andalucía. Era el 19 de septiembre de 1873, por lo que el Cantón de Málaga fue el segundo de más larga duración de la rebelión cantonal tras el Cantón de Cartagena.